# Tinus palictlus
Tinus palictlus là một loài nhện trong họ Pisauridae.
Loài này thuộc chi Tinus. Tinus palictlus được miêu tả năm 1976 bởi Carico.